# Обреден хляб
Обредният хляб е традиционно ястие, свързано с обредите около обичаите и поверията по отношение на брака, раждането, погребенията, строежите, времето и медицината. 
Важна част от характерните за българите до 20. век бит, поминъци и занаяти. Имат или са имали широко разпространение и приложение и сред редица други народи по света.
В ролята си на безкръвна жертва символизира плодородието и добруването в семейството и рода. Замесва се, с оглед на своето мистическо въздействие, по възможност от полово чисти жени, измити и облечени в нови дрехи; използват се нов квас (освен при традиционно безквасните хлябове) и налята мълчешком вода (за сватбата, за Гергьовден и Великден) или сода (хлябовете за мъртвите, за демоничните болести). Често се смята за желателно и дори - задължително водата да е светена вода. Също така се прилагат и изисквания обредният хляб да се прекадява с тамян и тогава се раздава на околните, както и обичаи относно това как, кога и от кого той да се разчупва, поделя и консумира.
В художествено отношение традиционно приготвяния обреден хляб се отличава с богата пластична украса. Върху ястията за сватба, Коледа, Гергьовден и Великден се моделират изображения на пиленца, агънца, лозници, овчар с гега или орач с рало. Обредният хляб за Тодоровден има формата на кон или конска подкова, за Сирни Заговезни - на змия, за Лазаровден - на плетеница или осморка. 